# Opole
Opole (în germană Oppeln) este un oraș cu statut de powiat în partea de sud-vest a Poloniei (în provincia istorică Silezia), centrul administrativ al voievodatului Opole. Are cca 130 mii locuitori (2002) și o suprafață de 96,2 km². Până în 1945 municipiul a fost capitala provinciei germane Silezia Superioară, în 1945 fiind atribuit Poloniei. Centrul istoric al municipiului a suferit puternic de pe urma acțiunilor militare din 1945. Printre principalele obiective turistice se număra piața centrală cu Primăria, biserica franciscană (sec. XIV), biserica Sf. Sebastian (sec. XVII), Muzeul Sileziei Opolene (într-o clădire din sec. XV) ș.a. Teatru dramatic, filarmonică. Municipiul este centrul cultural al germanilor silezieni.

## Personalități născute aici
- Theodor Kaluza (1885 - 1954), matematician;
- Joachim Zeller (1952 - 2023), politician german;
- Anna Brzezińska (n. 1971), scriitoare;
- Miroslav Klose (n. 1978), fotbalist.